# Hamburg Airways
Hamburg Airways (eigentlich HHA Hamburg Airways Luftverkehrsgesellschaft mbH) war eine deutsche Fluggesellschaft mit Sitz in Hamburg und Basis auf dem Flughafen Hamburg. Neben Charterflügen war sie auch im Linienverkehr tätig. Am 22. Dezember 2014 wurde das AOC der Hamburg Airways suspendiert. Hamburg Airways stellte am 12. Januar 2015 einen Insolvenzantrag. Das Insolvenzverfahren über das Vermögen der Hamburg Airways wurde am 26. Februar 2015 eröffnet.

## Geschichte

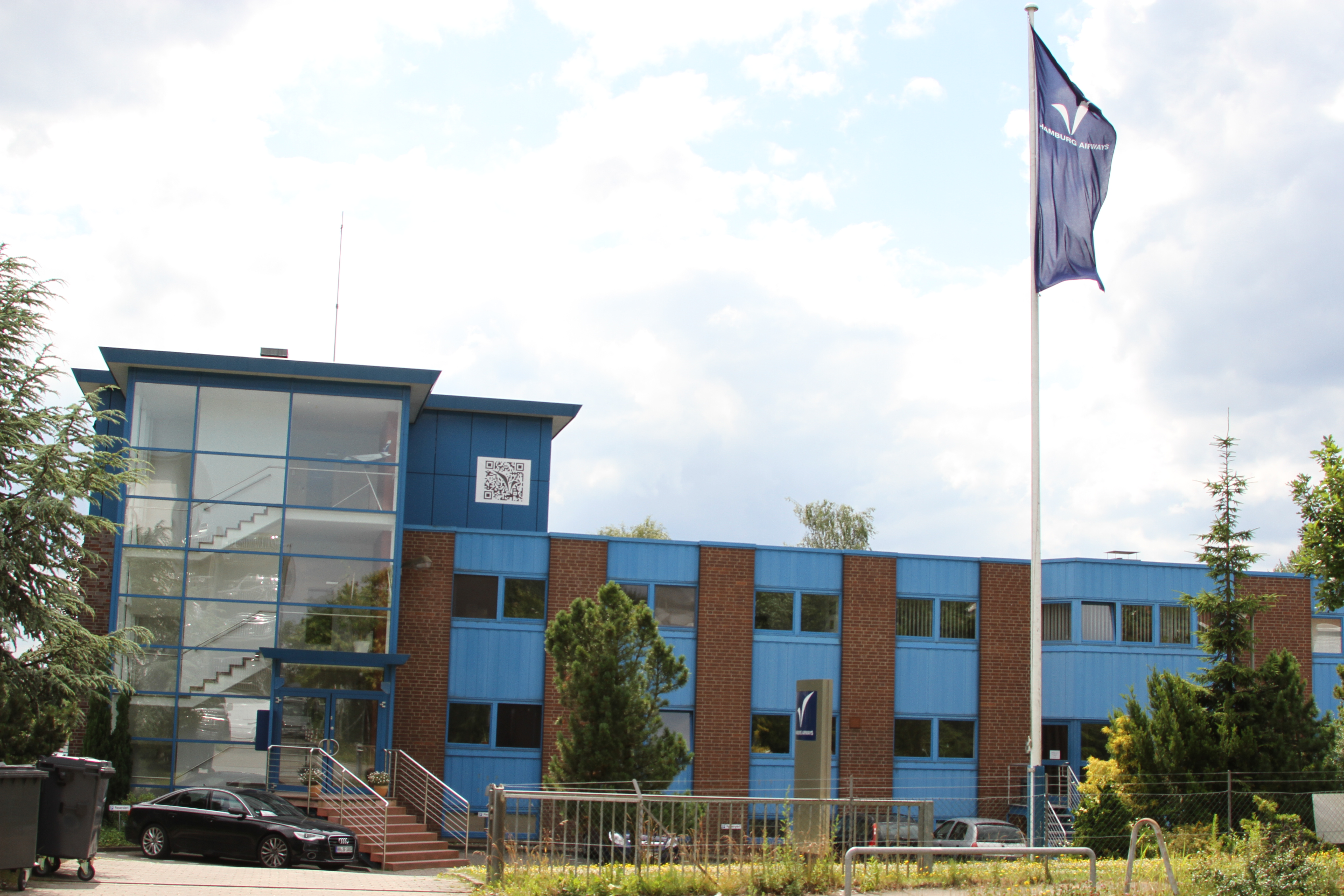
Der Verwaltungssitz der Hamburg Airways in Hamburg

Hamburg Airways wurde im Dezember 2010 gegründet und ging als Nachfolgeunternehmen aus der insolventen Hamburg International hervor. Am 28. März 2011 erteilte das Luftfahrt-Bundesamt der Fluggesellschaft die Betriebsgenehmigung. Der Erstflug erfolgte am 30. März 2011 auf der Strecke von Hannover nach Akaba.
Anfang 2012 musste Hamburg Airways ihr neu eingeführtes Logo erneut ersetzen, da es eine Beschwerde von Cathay Pacific aufgrund der Ähnlichkeit mit deren Logo gab. Im Mai 2012 führte die Gesellschaft das Audit zur IOSA-Zertifizierung der IATA durch und erhielt am 25. Juni 2012 die dazugehörige Urkunde.
Im Dezember 2014 entzog das Luftfahrt-Bundesamt Hamburg Airways die Betriebsgenehmigung, wodurch der Flugbetrieb eingestellt wurde. Am 12. Januar 2015 stellte das Unternehmen schließlich einen Insolvenzantrag beim Amtsgericht Hamburg. Über das Vermögen der Hamburg Airways wurde am 26. Februar 2015 das Insolvenzverfahren eröffnet.

## Flugziele

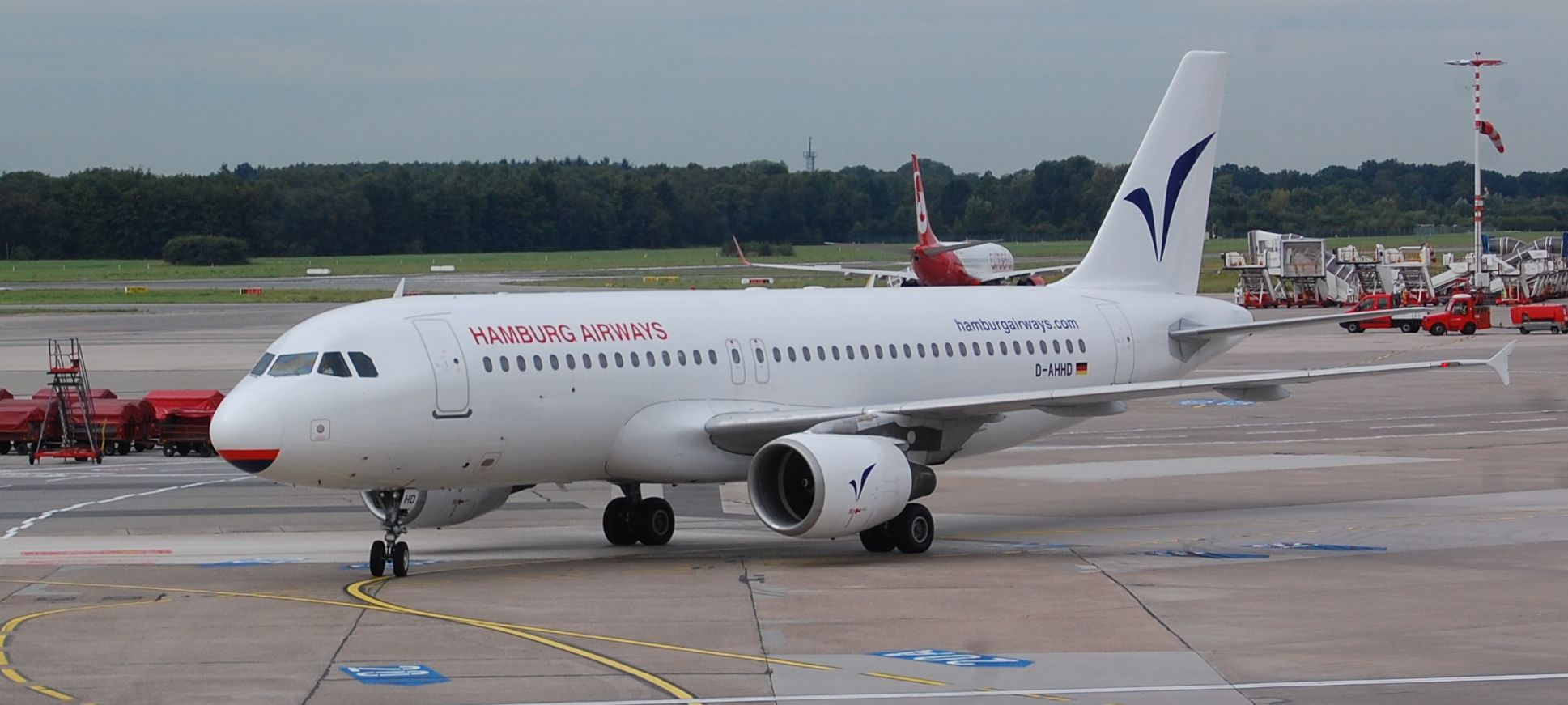

Hamburg Airways führte regulär Charterflüge zu Urlaubszielen in Europa, zum Beispiel Heraklion, Palma, Birmingham und Teneriffa, durch. Außerdem konnte ab dem Flughafen Braunschweig-Wolfsburg nach Moskau geflogen werden. Im Frühjahr 2013 flog Hamburg Airways zeitweise für REWE Touristik / ITS den Flughafen Palma de Mallorca ab Kassel-Calden an. Während ab Mai 2012 auch Linienflüge unter anderem nach Kiew angeboten wurden, waren 2014 nur Flüge von Düsseldorf nach Kustanay buchbar.

## Flotte
Mit Stand November 2014 bestand die Flotte der Hamburg Airways aus vier Airbus A320-200 mit je 180 Sitzplätzen.